# رشيد راخيموف
رشيد راخيموف (18 مارس 1965 طاجيكستان - ) هو لاعب كرة قدم طاجيكي، يلعب كمدافع.

## وصلات خارجية
رشيد راخيموف على موقع قاعدة بيانات كرة القدم.إي يو (الإنجليزية)
- رشيد راخيموف على موقع ناشيونال فوتبول تيمز (الإنجليزية)
- رشيد راخيموف على موقع Soccerbase.com (مدرب) (الإنجليزية)
- رشيد راخيموف على موقع Soccerway.com (الإنجليزية)
- رشيد راخيموف على موقع عالم كرة القدم.نت (الإنجليزية)